# Ian Gillan

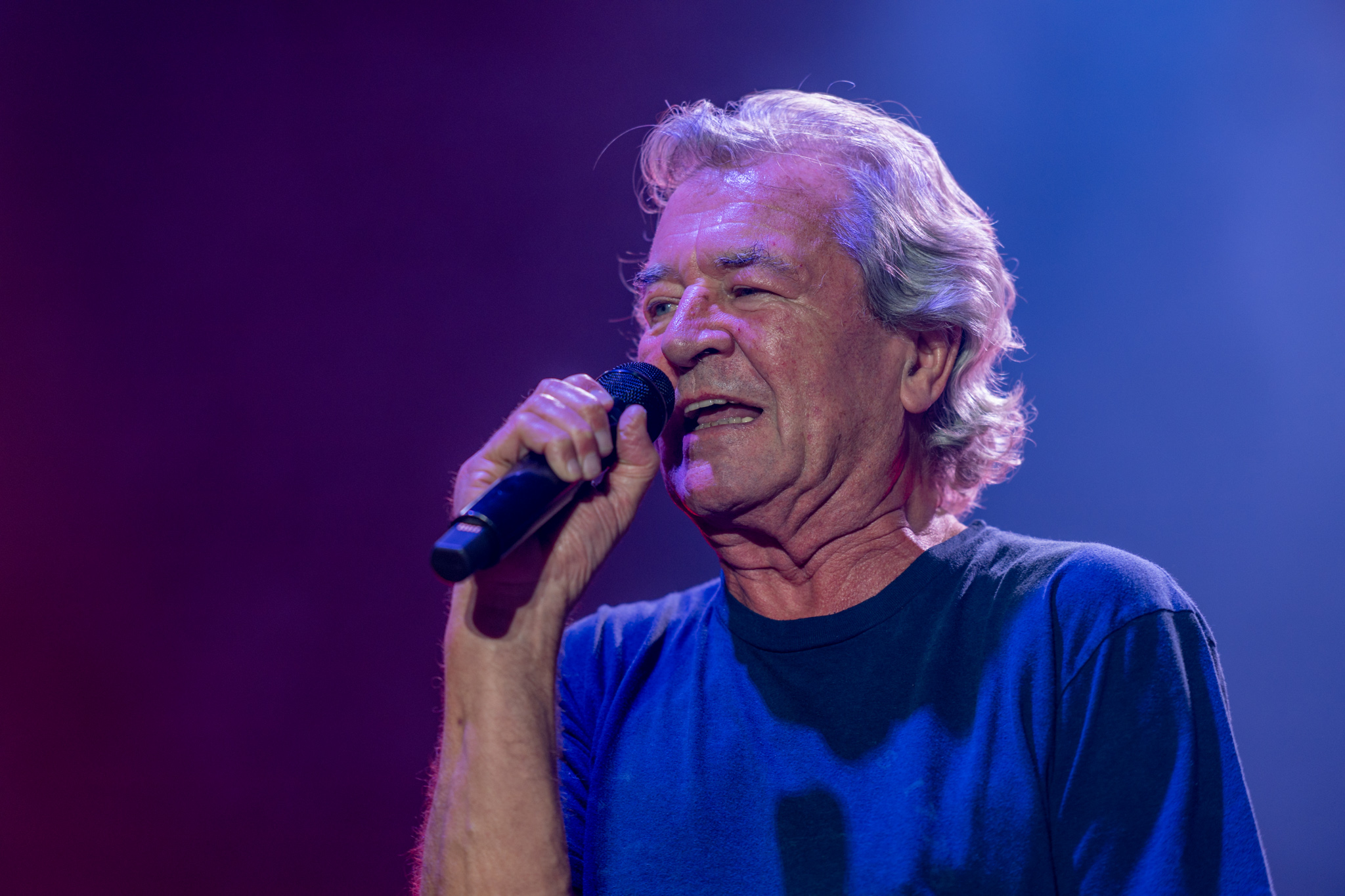
Ian Gillan (2022)

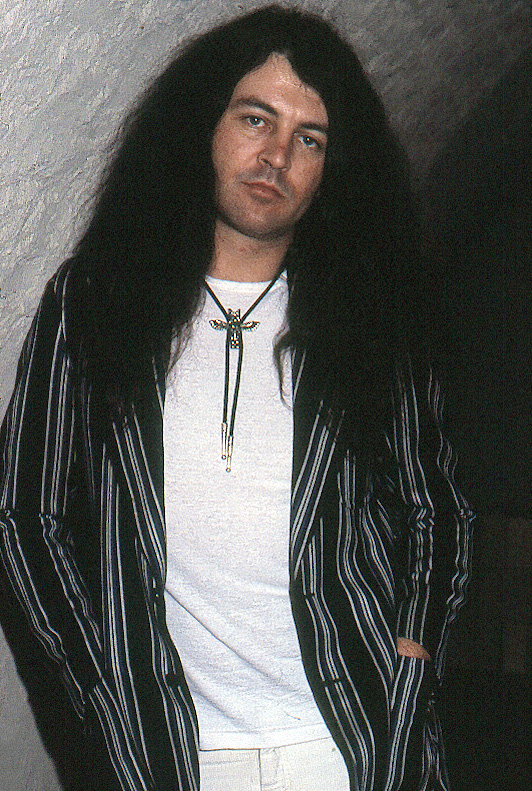
Ian Gillan (1983)

Ian Gillan (* 19. August 1945 in Hounslow, Middlesex) ist ein britischer Rock-Sänger. Bekannt wurde er vor allem als Sänger der Hard-Rock-Band Deep Purple, der er mit  Unterbrechungen seit 1969 angehört.
Weitere Engagements führten ihn zu den Rock- und Heavy-Metal-Bands Episode Six und Black Sabbath. Mitte der 1970er bis Anfang der 1980er Jahre war er als Sänger seiner beiden Gruppen, der Ian Gillan Band und Gillan, tätig.

## Biografie

### Herkunft und musikalische Anfänge (1945–1969)
Gillan stammt aus einer musikalischen Familie. Sein Großvater war Opernsänger, sein Onkel Jazz-Pianist. Er hatte keinen Gesangsunterricht, sang aber die Sopranstimme im Kirchenchor.
In den frühen 1960er Jahren trat Ian Gillan unter den verschiedensten Künstlernamen auf. So nannte er sich beispielsweise Jess Thunder, Jess Gillan oder Garth Rockett. Unter letzterem Namen trat er im September 1962 in seinem Heimatort der semi-professionellen Band The Moonshiners bei. Die Episode bei den Moonshiners dauerte jedoch nur knapp zwei Monate. Schon im Oktober desselben Jahres wechselte er zu The Javelins. Bei dieser professionelleren Band dauerte sein Engagement bis zum März 1964. Als sich The Javelins auflösten, wurde kurzfristig zur Vertragserfüllung für einige Auftritte die Band The Hickies gegründet. Von April 1964 bis Mai 1965 sang Gillan bei Wainwright’s Gentlemen (deren Schlagzeuger Mick Tucker und der auf Gillan folgende Sänger Brian Connolly gründeten später The Sweet), die er bei einigen seiner Auftritte von seiner Qualität als Sänger überzeugt hatte.
Ende Mai 1965 stieg Ian Gillan bei der Band Episode Six ein, deren Bassist Roger Glover war. Mit Episode Six ging Gillan nun auch ins Aufnahmestudio. Die Band unterzeichnete einen Plattenvertrag beim Label Pye Records. Es wurden insgesamt neun Singles für den britischen Markt produziert. Einige Singles wurden auch auf dem europäischen Festland, in den USA, Japan, Australien und Neuseeland veröffentlicht. Ein begonnenes Album mit dem Namen The Story wurde aber nicht mehr fertiggestellt. Die Aufnahmen wurden später in den 80er und 90er Jahren zu Alben zusammengefasst.

### Erste Mitgliedschaft bei Deep Purple (1969–1973)

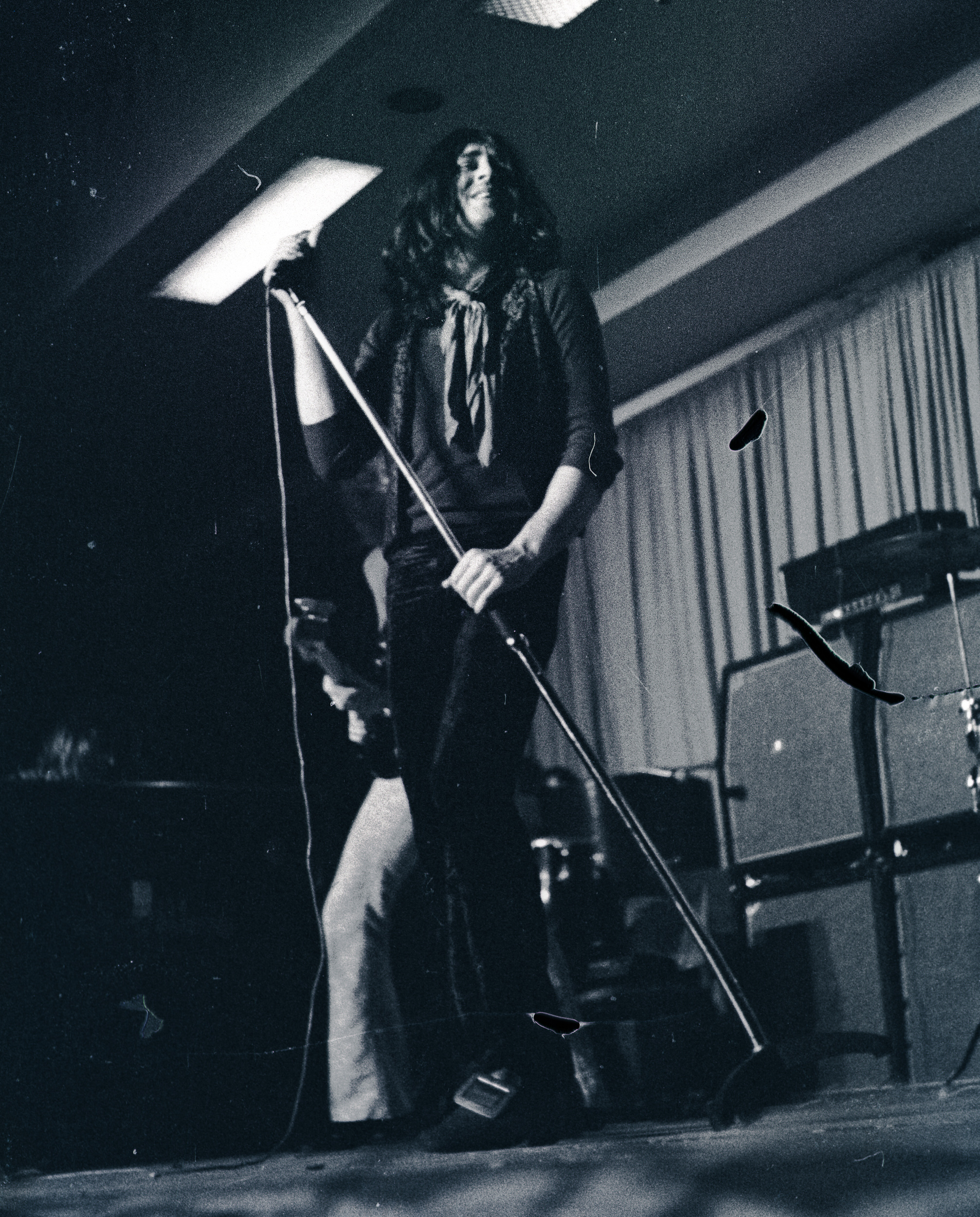
Ian Gillan (1970)

Im Juli 1969 verließ Ian Gillan Episode Six, um als Sänger bei Deep Purple einzusteigen. Roger Glover begleitete ihn und wurde neuer Bassist dieser Band. In der Besetzung Ian Gillan, Roger Glover, Ian Paice, Ritchie Blackmore und Jon Lord (auch bekannt als Mk-II-Besetzung) entstanden die für das Hard-Rock-Genre wegweisenden Deep-Purple-Alben Deep Purple in Rock, Fireball und Machine Head sowie Who Do We Think We Are. Auf Machine Head findet sich auch Deep Purples wohl bekanntestes Stück: Smoke on the Water. Nach Unstimmigkeiten verließ Ian Gillan zeitgleich mit Roger Glover 1973 die Gruppe und versuchte sich zunächst an seinem ersten Soloprojekt, das aber über Demo-Aufnahmen nicht hinauskam (dokumentiert auf Cherkazoo and Other Stories).
Noch während der Tätigkeit bei Deep Purple sang Ian Gillan die Titelrolle in Andrew Lloyd Webbers Rockoper Jesus Christ Superstar, die ursprünglich nur als Konzeptalbum geplant war und 1970 als LP erschien.

### Solokarriere mit der Ian Gillan Band und Gillan und Zeit bei Black Sabbath (1973–1983)
Von September 1973 bis September 1975 arbeitete Ian Gillan in den unterschiedlichsten Branchen. So war er im Management eines Motorradherstellers engagiert, leitete die Kingsway Recorders Studios in London und ein Country-Club-Hotel in Thames Valley.
Im September 1975 gründete er dann die Jazz-Rock-Gruppe Ian Gillan Band. Der Verkaufserfolg der produzierten LPs stellte sich zunächst nur langsam ein, wobei aber die Konzertsäle weltweit gut gefüllt waren. Bis August 1978 wurden drei Studio-LPs und ein Live-Doppel-Album produziert. Ian Gillan trieb aber auch seine Solobestrebungen weiter. So arbeitete er an Projekten anderer Stars mit und begann wieder, an eigenen Plattenproduktionen zu feilen.
Nachdem der kommerzielle Erfolg der Ian Gillan Band sich langfristig nicht eingestellt hatte, gründete er mit seinem Keyboarder Colin Towns die Band Gillan, die Deep Purples typischen Hardrocksound mit der neu aufkeimenden New Wave of British Heavy Metal verband und in unterschiedlichsten Besetzungen bis zum November 1982 existierte. Hier spielten der Gitarrist Bernie Tormé, Mick Underwood (Drums, ex-Quatermass sowie Episode Six) und John McCoy am Bass mit. Auf den letzten beiden Studioalben wurde Tormé durch den späteren Iron-Maiden-Gitarristen Janick Gers ersetzt. Entgegen dem Bandnamen handelte es sich bei Gillan um eine „richtige“ Band, da auch die übrigen Bandmitglieder Lieder beisteuerten.

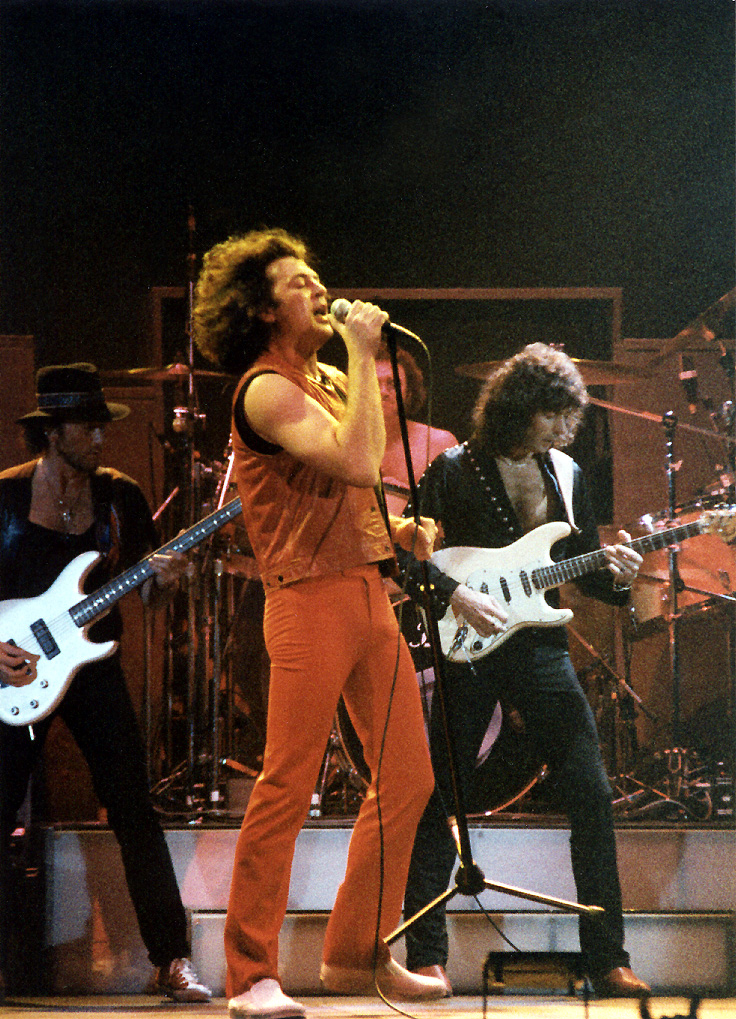
Ian Gillan (Mitte) 1985 auf der Bühne mit den Deep-Purple-Mitgliedern: Roger Glover (links), Ian Paice (Hintergrund) und Ritchie Blackmore (rechts)

Im Januar 1983 schloss Ian Gillan sich Black Sabbath an. Ein Gerücht besagt, dass er sich im volltrunkenen Zustand überreden ließ, den Kontrakt zu unterzeichnen. Das erfolgreiche Album Born Again wurde produziert und eine Welttournee absolviert. Später bezeichnete Ian Gillan seine Zeit bei Black Sabbath als die besten zwölf Monate seiner Karriere und als „eine einzige Party“.

### Zweite und dritte Mitgliedschaft bei Deep Purple und spätere Solokarriere (ab 1984)
Im April 1984 kam es zur Freude vieler Fans zur Wiedervereinigung mit Deep Purple in der sogenannten Mark-II-Besetzung. Die Band begab sich nach Stowe im Bundesstaat Vermont und nahm das sehr erfolgreiche Reunion-Album Perfect Strangers auf, das mit dem gleichnamigen Titelsong und Knockin’ At Your Backdoor zwei Klassiker hervorbrachte. Nachdem die Band Schwierigkeiten gehabt hatte, das Nachfolgealbum The House of Blue Light fertigzustellen und mit dem Resultat trotz guter Verkaufszahlen nicht zufrieden gewesen war, nahmen die internen Streitigkeiten, insbesondere zwischen Gillan und Ritchie Blackmore, wieder zu. Die führte dazu, dass Gillan die Band nach der Tour zum Album, die auf dem Live-Album, Nobody’s Perfect (1988) dokumentiert wird, im April 1989 im Vorfeld von Studioaufnahmen zum zweiten Mal verließ. Sein Nachfolger wurde Joe Lynn Turner, der einige Jahre zuvor bereits bei Rainbow gesungen hatte. Gillan selbst schloss damals einen dritten Einstieg bei Deep Purple aus:
„Ich kann an Deep Purple nur noch wie an eine Verflossene denken. Wir heirateten 69 und wurden 73 geschieden. 84 heirateten wir noch mal und ließen uns 89 wieder scheiden. Das mach ich nicht noch mal.“
Bis 1992 arbeitete Ian Gillan wieder an seinen Solobestrebungen und brachte drei mehr oder weniger erfolgreiche Soloalben heraus. Für das Album Garth Rockett & the Moonshiners (1990) benutzte Gillan erneut den Künstlernamen Garth Rockett, den er bereits in den 1960er Jahren verwendet hatte. In dieser Zeit begann Gillan seine langjährige Zusammenarbeit mit dem Gitarristen Steve Morris, nicht zu verwechseln mit dem späteren Deep-Purple-Gitarristen Steve Morse.
Nachdem sein Nachfolger bei Deep Purple, Joe Lynn Turner, aufgrund der mangelnden Akzeptanz seitens der Fans die Band hatte verlassen müssen, wurde Gillan auf Bestreben Glovers, Lords und Paices sowie des Managements im September 1992 zu einem erneuten Einstieg bei Deep Purple bewogen. Das rechtzeitig zum 25. Geburtstag der Band erschienene Album The Battle Rages On verkaufte sich zwar besser als das zwischenzeitlich mit Joe Lynn Turner aufgenommene Album, blieb aber dennoch hinter den Erwartungen zurück. Bereits während der folgenden Tournee änderte sich die Besetzung Deep Purples erneut, diesmal verließ jedoch Ritchie Blackmore nach wiederholten Streitigkeiten mit Gillan und den anderen Bandmitgliedern die Band. Nach einem kurzen Gastspiel Joe Satrianis stieg 1994 Steve Morse bei Deep Purple ein, 2002 wurde schließlich Jon Lord durch Don Airey ersetzt. Diese Besetzung hat bis 2022 Bestand, gab jährlich Konzerte und spielte neue Studioalben ein, zuletzt Turning to Crime (2021).
Ian Gillan bringt trotz seiner Arbeit mit Deep Purple in unregelmäßigen Abständen eigene Soloalben heraus. Anfang 1994 kam es sogar zu einer Wiedervereinigung der alten Band The Javelins. Ian Gillan ging mit seinen alten Freunden ins Studio, wo sie die CD Sole Agency and Representation aufnahmen. 1997 erschien das Album Dreamcatcher, das viele Songs enthält, die Gillan ursprünglich für ein Projekt namens Repo Depo geschrieben hatte, das allerdings durch seinen Einstieg bei Deep Purple 1992 vorzeitig beendet wurde.

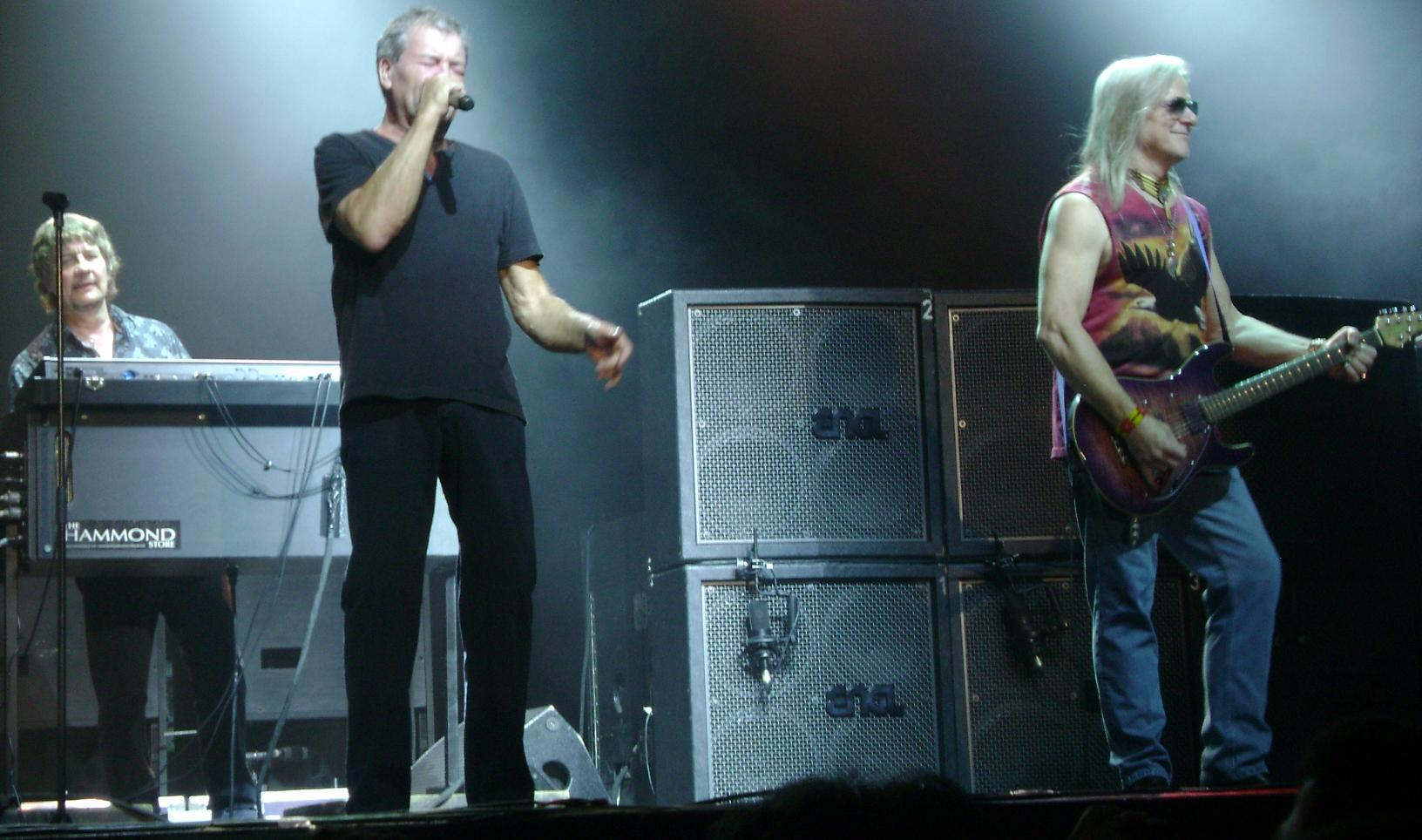
Ian Gillan auf der Bühne mit Deep Purple (2011)

Im April 2006 erschien ein weiteres Soloalbum namens Gillan’s Inn, das zusammen mit Freunden wie Steve Morse, Jon Lord, Roger Glover, Joe Satriani, Jeff Healey, Ian Paice und Tony Iommi aufgenommen wurde. Gillan’s Inn enthält auf der CD-Seite mit Ausnahme des Titels No Worries nur Neueinspielungen von Stücken aus Ian Gillans musikalischer Geschichte, sowohl aus dem Deep-Purple-Repertoire (Smoke on the Water, Speed King, When a Blind Man Cries) als auch aus seinen Soloprojekten, sowie ein Lied aus der Black-Sabbath-Episode (Trashed). Die DVD-Seite der zweiseitigen Disk enthält unter anderem Aufnahmen, die die Entstehung von Gillan’s Inn dokumentieren sowie einige wohl nur für den passionierten Deep-Purple/Ian-Gillan-Fan interessante Konzertmitschnitte von sehr niedriger Aufnahmequalität, zum Beispiel aus der kurzen Phase, in der Joe Satriani bei Deep Purple Gitarre spielte.
Am 29. Februar 2008 erschien bei Edel der Live-Mitschnitt Live in Anaheim. Das neueste Solowerk beinhaltet ein Konzert im bekannten House of Blues Club in Kalifornien – gleich nach der Veröffentlichung des Albums Gillan’s Inn (2006). Es enthält Raritäten wie Have Love I’ll Travel und die Deep-Purple-Klassiker Smoke on the Water und Into the Fire sowie auch When a Blind Man Cries und Knocking at Your Back Door.
Im März 2009 veröffentlichte Ian Gillan ein neues Studioalbum mit dem Titel One Eye to Morocco.

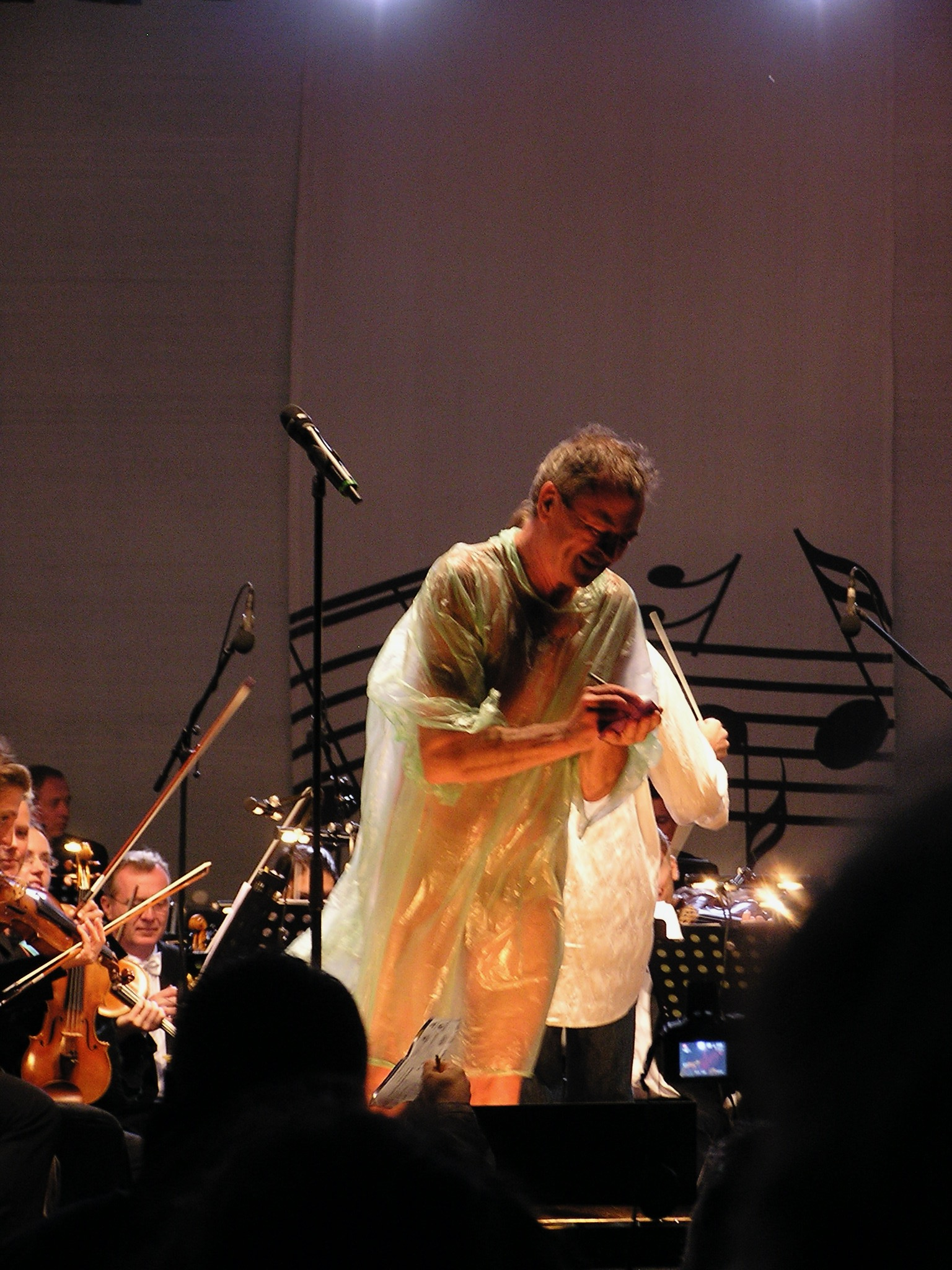
Ian Gillan (2009)

2009 gab Ian Gillan zwei Konzerte mit Orchester in Ostdeutschland: am 4. September in Ferropolis und am 5. September in Magdeburg.
Gemeinsam mit Tony Iommi gründete Gillan im Jahr 2011 die Band Who Cares für spontane Aufnahmen und Benefizkonzerte. Die erste Veröffentlichung ist eine Single mit den Titeln Out of My Mind und Holy Water, deren Erlöse in den Aufbau einer Musikschule in Gyumri (Armenien) fließen.
2011, 2012, 2015 sowie 2019 war Ian Gillan zwischen Deep-Purple-Tourneen an der alljährlich stattfindenden Rock-Meets-Classic-Tour durch Deutschland und Österreich beteiligt, wo er unter anderem bereits mit Rick Parfitt, Chris Thompson und Marc Storace auf der Bühne stand.
Im Herbst 2016 begab sich Gillan mit der Band seines Bandkollegen Don Airey und wechselnden Orchestern auf Tournee in Osteuropa. Das Programm bestand aus Deep-Purple-Klassikern und einigen Songs aus Gillans Soloalben.
2018 kam es zu einer weiteren Reunion von Gillans erster Band, The Javelins, der Gillan in den 1960er Jahren angehört hatte und die bereits 1994 für ein Albumprojekt wieder zusammengekommen war. Die Band veröffentlichte am 31. August 2018 das Album Ian Gillan & The Javelins, das Coverversionen bekannter Musiker wie Elvis Presley und Chuck Berry enthält.

### Privatleben
Ian Gillan war von 1984 bis zu ihrem Tod am 19. November 2022 mit Bron Gillan verheiratet. Mit ihr lebte er in Lyme Regis und in Portugal. Die gemeinsame Tochter Grace arbeitet ebenfalls als Sängerin und begleitete ihren Vater auf seiner Solotour 2016 als Backgroundsängerin.

## Diskografie

### Mit Episode Six
- Put Yourself in My Place (1987)
- The Complete Episode Six (1991)
- The Radio One Club Sessions Live 1968/69 (1997)
- Live at the BBC (1999)

### Mit Deep Purple (nur Studioveröffentlichungen)
- Concerto for Group and Orchestra (1969)
- Deep Purple in Rock (1970)
- Fireball (1971)
- Machine Head (1972)
- Who Do We Think We Are (1973)
- Perfect Strangers (1984)
- The House of Blue Light (1987)
- The Battle Rages On (1993)
- Purpendicular (1996)
- Abandon (1998)
- Bananas (2003)
- Rapture of the Deep (2005)
- Now What?! (2013)
- Infinite (2017)
- Whoosh! (2020)
- Turning to Crime (2021)
- =1 (2024)

### Ian Gillan Band
- Child in Time (1976)
- Clear Air Turbulence (1977)
- Scarabus (1977)
- Live at the Budokan (1977)
- Ian Gillan Band Live at the Rainbow (1998)
- Before the Turbulence (2012)

### Gillan
- Gillan (1978, nur in Japan)
- Mr. Universe (1979)
- Mr. Universe (1979, nur in Japan; abweichende Titelliste)
- Glory Road (1980)
- For Gillan Fans Only (1980, EP)
- Future Shock (1981)
- Double Trouble (1981)
- One for the Road (1981, nur in Japan)
- Magic (1982)
- What I Did on My Vacation (1986, Sampler)
- Live at Reading ’80 (1990)
- The Gillan Tapes Vol. 1 (1997)
- The BBC Tapes Vol 1: Dead of Night ’79 (1997)
- The BBC Tapes Vol 2: Unchain Your Brain ’80 (1997)
- The Gillan Tapes Vol. 2 (1999)
- The Gillan Tapes Vol. 3 (2000)
- Mutually Assured Destruction – Live at the Apollo ’82 (2006)

### Mit Black Sabbath
- Born Again (1983)
- Deep Black – The Massachusetts Broadcast 1983 (2022)

### Solo
- Garth Rockett & the Moonshiners (1990)
- Naked Thunder (1990)
- Toolbox (1991)
- Cherkazoo and Other Stories (1992, Aufnahmen von 1972 bis 1974)
- Dreamcatcher (1997)
- Gillan’s Inn (2006, feat. Steve Morse, Jon Lord, Ian Paice, Tony Iommi …)
- Live in Anaheim (2008)
- One Eye to Morocco (2009)
- The Voice of Deep Purple: The Gillan Years (2017)

### Andere Projekte
- Andrew Lloyd Webber/Tim Rice· Jesus Christ Superstar (1970)
- Roger Glover· The Butterfly Ball (live) (1975)
- Zero Nine· Blank Verse (1982)
- Gillan-Glover· Accidentally on Purpose (1988)
- Pretty Maids· In Santa’s Claws on "A Merry Jingle" (1990)
- The Bolland Project · Darwin the Evolution (1991)
- Mihalis Rakintzhs· Getaway (1993)
- The Javelins· Sole Agency and Representation (1994)
- Gillan-Glover· The Purple People Eater (2002, Kompilation)
- Ian Gillan· Eternity (Blue Dragon OST) (2006)
- The Hoochie Coochie Men feat. Jon Lord · Danger: White Men Dancing (2007)
- WhoCares· Ian Gillan & Tony Iommi· Out of My Mind / Holy Water (2011)
- Ian Gillan & the Javelins· Ian Gillan & the Javelins (2018)
- Ian Gillan with the Don Airey Band and Orchestra· Contractual Obligations #2 (2019)